# Locul fosilifer de la Globu Craiovei
Locul fosilifer de la Globu Craiovei (monument al naturii), este o arie protejată de interes național ce corespunde categoriei a III-a IUCN (rezervație naturală de tip paleontologic), situată în județul Caraș-Severin, pe teritoriul administrativ al comunei Iablanița.

## Descriere
Rezervația naturală cu o suprafață de 2 ha, aflată în partea sud-estică a satului Globu Craiovei, în partea vestică a văii Craiovei (un afluent de dreapta al râului Mehadica) a fost declartată monument al naturii prin legea Nr. 5 din 6 martie 2000. 
Aria protejată reprezintă o zonă (colinară) de deal cu vegetație forestieră (păduri și tufărișuri) și pajiști naturale, unde în roci sedimentare de calcare, argile și nisipuri, se găsesc depozite cu faună fosiliferă, constituite din resturi fosile de moluște și gastropode, atribuite miocenului.